# Batalha de Lodi
A Batalha de Lodi teve lugar 10 de Maio de 1796, entre forças francesas comandadas pelo major-general Napoleão Bonaparte e uma força de retaguarda austríaca liderada por Karl Philipp Sebottendorf, em Lodi. Esta retaguarda foi derrotada, mas a força principal do exército austríaco de Johann Peter Beaulieu conseguiu escapar.